# Perret
Perret (bret. Perred) – miejscowość i dawna gmina we Francji, w regionie Bretania, w departamencie Côtes-d’Armor. W 2013 roku populacja gminy wynosiła 181 mieszkańców. 
W dniu 1 stycznia 2017 roku z połączenia trzech ówczesnych gmin – Laniscat, Perret oraz Saint-Gelven – utworzono nową gminę Bon-Repos-sur-Blavet. Siedzibą gminy została miejscowość Laniscat. 